# Ora texana
Ora texana är en skalbaggsart som beskrevs av Champion 1897. Ora texana ingår i släktet Ora och familjen mjukbaggar. Inga underarter finns listade i Catalogue of Life.